# Josep Sanxis i Ferrandis
Josep Sanxis i Ferrandis (València, 17 de desembre de 1622—Tarragona, 26 de març de 1694), també citat, castellanitzat, com José Sanchís y Ferrándiz, va ser un religiós mercedari valencià, que arribà a ser bisbe de Sogorb (1673-1680) i arquebisbe de Tarragona (1680-1694) 
El 1634 va entrar a l'Orde de la Mercè, professant en un convent de la ciutat natal. Després, va estudiar a la Universitat de Salamanca i, finalitzats els estudis, va ser professor de filosofia a la Universitat de València, entre 1644 i 1649. Com a mercedari predicà en diverses localitats, a més de València, passà també Madrid, Sevilla, Granada, entre d'altres. Dins de l'orde, va ser secretari de província entre 1652 i 1655, definidor provincial el 1659 i escollit pare general de l'orde el 18 d'octubre de 1664 a Granada, càrrec que va ostentar durant sis anys. Durant la seva estada a València millorà el convent, n'amplià la biblioteca i sufragà la construcció de diverses cases de socors i beneficència, a més del convent i santuari del Puig. El 1677 feu erigir una estàtua de Sant Pere Nolasc al pont dels Serrans. Fou també qualificador del Sant Ofici i del de Sa Majestat al Consell de la Suprema Inquisició.
Quan finalitzà el seu mandat a l'orde, el 1671 va ser nomenat bisbe d'Empúries de Sardenya per la reina regent, Maria Anna d'Àustria, i tot hi arribar a ser consagrat l'any següent, no en va prendre possessió perquè el 1673 va ser destinat al bisbat de Sogorb. El 1680 és traslladat a l'arquebisbat de Tarragona, nomenat per Carles II, on va celebrar concilis provincials el 1685 i 1691. Va reedificar el convent del seu orde i el 1691 va estendre la festa de Santa Tecla a tota la província eclesiàstica. Morí a Tarragona el 1694, on fou enterrat, al cor de la catedral, sota una làpida decorada amb el seu escut heràldic.